# Quintanilla Vivar
Quintanilla Vivar település Spanyolországban, Burgos tartományban. Quintanilla Vivar Burgos, Alfoz de Quintanadueñas, Sotragero, Merindad de Río Ubierna, Valle de las Navas, Villayerno Morquillas és Quintanaortuño községekkel határos. Lakosainak száma 885 fő (2024).

## Népesség
A település népessége az utóbbi években az alábbiak szerint változott:
| Lakosok száma | 510  | 581  | 660  | 741  | 759  | 793  | 784  | 813  | 872  | 885  |
|               | 2001 | 2004 | 2006 | 2009 | 2011 | 2014 | 2016 | 2019 | 2021 | 2024 |